# Виноградов, Владимир Владимирович (звукорежиссёр)
Влади́мир Влади́мирович Виногра́дов (15 мая 1942, Ступино — 7 декабря 2021, Москва) — советский и российский звукорежиссёр, Заслуженный работник культуры Российской Федерации (2003).

## Биография
Владимир Виноградов родился 15 мая 1942 года в Ступино. В 1965 году окончил Музыкально-педагогическое училище им. Гнесиных с отличием (хоровое дирижирование), а уже через семь лет, в 1972 году получил диплом об окончании ВГИКа, где учился на факультете теории и истории кино.
После окончания училища год проработал артистом оркестра в Московском объединении музыкальных ансамблей. С 1966 года более 15 лет работал звукорежиссёром на Центральном телевидении. За время работы получил высшую категорию звукорежиссёра и был награжден Орденом «Знак Почёта». Принимал участие в работе над программами «Песня года», работал с Евгением Гинзбургом (телефильм «Волшебный фонарь» (Серебряная Роза Монтре), телефильм «Бенефис Людмилы Гурченко» (Специальный приз в Монтре), цикл программ «Новогодний аттракцион»).
В ноябре 1982 года пришёл на киностудию «Мосфильм». Звукооператор высшей категории, руководил записью музыки ко многим фильмам. В послужном списке Виноградова более 300 картин, в том числе совместная работа с Эльдаром Рязановым, Никитой Михалковым, Петром Тодоровским, Леонидом Квинихидзе и многими другими. Снялся в роли самого себя в музыкальной мелодраме «Маленькое одолжение» (1984).
Записал более 60 компакт-дисков различных музыкантов, среди которых «Машины времени», рок-группа «Автограф». В частности, для записи песни «Разговор в поезде» был записан его «живой» свист.
В 1995 году перешёл на должность главного звукорежиссёра-консультанта телекомпании «REN-TV» по совместительству (концерт Монтсеррат Кабалье на Соборной площади Кремля (1998); «Пять вечеров с Владимиром Спиваковым» (премия «ТЭФИ-1999» в номинации «Музыкальная программа»); фестиваль «И все поют стихи Булата» (премия «ТЭФИ-2001» в номинации «Музыка на телевидении»; концерт Пласидо Доминго на Красной Площади (2001)).
С 2001 по 2006 год — главный специалист Службы развития технологии и производства Технической дирекции ГТРК «Культура». Звукорежиссёр мюзикла «Норд-Ост».
Всего за время работы на телевидении Виноградов принял участие в звуковом оформлении более 200 передач. Обладатель приза фирмы «Мелодия» «Золотой Диск» (за запись музыки к картине «Жестокий романс»). Академик Российской академии кинематографических искусств «Ника» (2002).
Скончался 7 декабря 2021 года в Москве на 80-м году жизни. Прощание прошло 11 декабря в ритуальном зале Митинского крематория.

## Фильмография

### Работы на телевидении
- 1972 — Следствие ведут ЗнаТоКи. Несчастный случай
- 1973 — Следствие ведут ЗнаТоКи. Побег
- 1973 — Былое и думы
- 1975 — Следствие ведут ЗнаТоКи. Ответный удар
- 1977 — По волчьему следу
- 1980 — Где ты, любовь?
- 2000 — Чёрная комната. 21.00

### Запись музыки в кино
- 1983 — Незнайка с нашего двора
- 1983 — Анна Павлова (совместно с В. Бабушкиным)
- 1984 — Жестокий романс
- 1985 — Валентин и Валентина
- 1985 — Иди и смотри
- 1985 — Начни сначала
- 1986 — Тайна Снежной королевы
- 1986 — Курьер
- 1986 — По главной улице с оркестром
- 1986 — Там, где нас нет
- 1987 — Друг (запись песен А. Розенбаума)
- 1987 — Мио, мой Мио
- 1987 — Крейцерова соната
- 1988 — Убить дракона[2]
- 1988 — Слуга
- 1988 — Узник замка Иф
- 1988 — Раз, два — горе не беда!
- 1989 — Беспредел
- 1990 — Зимняя вишня 2
- 1991 — Небеса обетованные[2]
- 1991 — Ближний круг
- 1992 — Завтра. Ядерная принцесса
- 1992 — Прорва
- 1992 — Анкор, ещё анкор!
- 1993 — Предсказание
- 1993 — Завтрак с видом на Эльбрус
- 1994 — Утомлённые солнцем[5]
- 1994 — Лимита
- 1994 — Мастер и Маргарита
- 1994 — Возвращение Жар-птицы
- 1995 — Мусульманин
- 1995 — Прибытие поезда. Дорога
- 1996 — Привет, дуралеи!
- 1998 — На бойком месте
- 2000 — Тихие омуты

### Запись музыки в мультфильмах
- 1988 — Кошка, которая гуляла сама по себе
- 1990 — Серый Волк энд Красная Шапочка
- 1995 — Кот в сапогах
- 1998 — Чуча
- 2000 — Новые бременские
- 2000 — Адажио
- 2001 — Чуча-2
- 2003 — О рыбаке и рыбке
- 2004 — Чуча-3 (консультант)